# Ben Lomond (ort i Australien, New South Wales, Guyra, lat -30,02, long 151,67)
Ben Lomond är en ort i Australien. Den ligger i kommunen Guyra och delstaten New South Wales, i den sydöstra delen av landet, omkring 430 kilometer norr om delstatshuvudstaden Sydney. Antalet invånare är 389.
Trakten runt Ben Lomond är nära nog obefolkad, med mindre än två invånare per kvadratkilometer.. 
Trakten runt Ben Lomond består i huvudsak av gräsmarker. Genomsnittlig årsnederbörd är 1 000 millimeter. Den regnigaste månaden är januari, med i genomsnitt 167 mm nederbörd, och den torraste är oktober, med 27 mm nederbörd.